# Елоїза Мамфорд
Елоїза Мамфорд (англ. Eloise Mumford; нар. 24 вересня 1986, Олімпія, Вашингтон, США) — американська акторка.

## Життєпис
Народилася 24 вересня 1986 в Олімпії, Вашингтон, США. У неї є старша сестра Анна та молодший брат Кай. До п'ятого класу була на домашньому навчанні, потім відвідувала школу Такоми. Старшу школу зі спеціалізацією у драматичному мистецтві закінчувала у рідному місті. У 2009 закінчила Школу мистецтв Тіш Нью-Йоркського університету. З семирічного віку Елоїза мріяла стати акторкою.

## Кар'єра
Першу роль на телебаченні зіграла, навчаючись в Школі Тіш. Після епізодичних ролей отримала одну із головних ролей в серіалі «Самотня зірка», а за нею ще одну в містичному телесеріалі «Ріка». У 2012 вийшла в прокат стрічка «Агент під прикриттям», де Мамфорд виконала роль другого плану. У трилері «Дрони» втілила лейтенантку С'ю Лоусон, яка працює воєнною операторкою пульту керування дроном. Після ролі другого плану у пригодницькому фільмі «Кривава помста» та ролі подружки Томаса Міллера (Макс Мінгелла) у психологічному трилері «Небезпечно для роботи», зіграла кращу подругу Ани Стіл (Дакота Джонсон) Кейт у еротичному фільмі «П'ятдесят відтінків сірого» та продовженні «П'ятдесят відтінків темряви».

## Фільмографія

### Фільми
| Рік  | Назва                         | Оригінальна назва          | Роль           | Примітки  |
| ---- | ----------------------------- | -------------------------- | -------------- | --------- |
| 2012 | «Агент під прикриттям»        | So Undercover              | Саша/С'юзі     |           |
| 2012 | «Різдво з Голлі»              | Christmas with Holly       | Меггі Конвей   | телефільм |
| 2013 | «Безрозсудний»                | Reckless                   | Сара Гаррсон   | телефільм |
| 2013 | «Дрони»                       | Drones                     | С'ю Лоусон     |           |
| 2014 | «Воїни»                       | Warriors                   | Стейсі Віблінг | телефільм |
| 2014 | «Кривава помста»              | In the Blood               | Сенді Ґрант    |           |
| 2014 | «Небезпечно для роботи»       | Not Safe for Work          | Анна Ньютон    |           |
| 2015 | «Ще не вечір»                 | The Night Is Young         | Сід            |           |
| 2015 | «П'ятдесят відтінків сірого»  | Fifty Shades of Grey       | Кетрін Кавана  |           |
| 2015 | «Якраз на Різдво»             | Just in Time for Christmas | Ліндсі Роджерс | телефільм |
| 2017 | «П'ятдесят відтінків темряви» | Fifty Shades Darker        | Кетрін Кавана  |           |
| 2018 | «П'ятдесят відтінків свободи» | Fifty Shades Freed         | Кетрін Кавана  |           |

### Серіали
| Рік        | Назва                                 | Оригінальна назва                 | Роль         | Примітки      |
| ---------- | ------------------------------------- | --------------------------------- | ------------ | ------------- |
| 2008       | «Зіткнення»                           | Crash                             | Меган Еморі  | 4 епізоди     |
| 2009       | «Закон і порядок: Спеціальний корпус» | Law & Order: Special Victims Unit | Ванесса      | 1 епізод      |
| 2009       | «Співчуття»                           | Mercy                             | Ганна        | 1 епізод      |
| 2010       | «Самотня зірка»                       | Lone Star                         | Ліндсі       | 5 епізодів    |
| 2012       | «Ріка»                                | The River                         | Лена Лендрі  | 8 епізодів    |
| 2017, 2019 | «Пожежники Чикаго»                    | Chicago Fire                      | Гоуп Жаккіно | сезони 6 та 8 |